# 作曲家

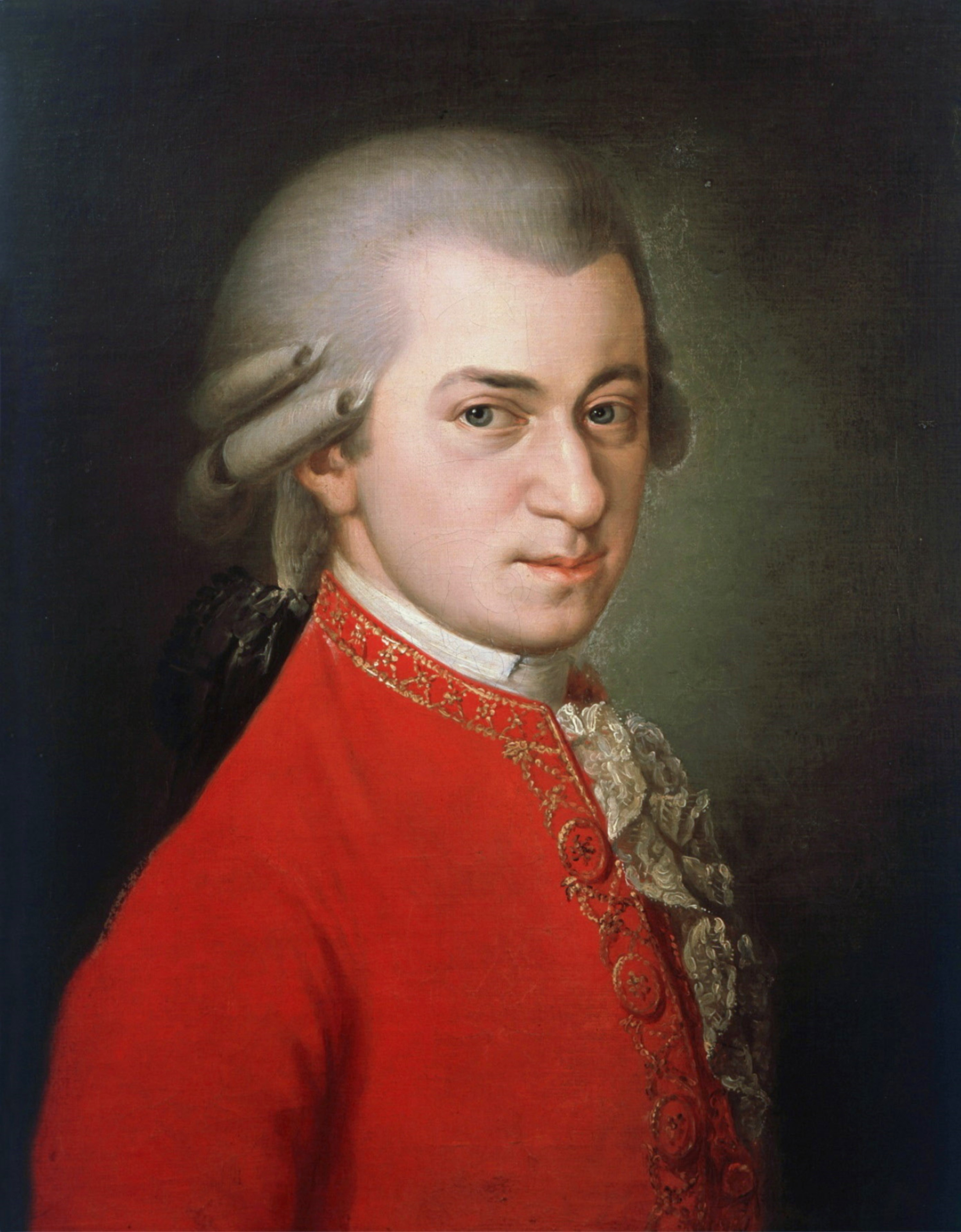
奧地利作曲家沃尔夫冈·阿马德乌斯·莫扎特

作曲家是專門創作音樂的音樂家。在過去，大部分的音樂家都會作曲，但在分工細密的現代社會，作曲家、演奏家甚至指揮家等，已經成為截然不同的音樂家類型。
歷史上有許多創作的類型，像是鋼琴奏鳴曲或交響樂等等，古典時期的作曲家往往各種類型都加以嘗試，但浪漫時期則出現較多專作鋼琴曲或歌劇的作曲家；而流行歌曲中寫爵士樂和寫搖滾樂亦不相同。作曲家必須了解視音樂的型式有不同的作曲方式，像是為了戲劇而作曲，要考量到歌唱者發聲，音響效果等。

## 知名人物

### 台灣藝術音樂作曲家
有研究主張，20世紀從事藝術音樂寫作的台灣作曲家可概分為四期：
1. 1945年以前：留學日本的作曲家，包括江文也、陳泗治、郭芝苑、呂泉生等
2. 1945年－1973年：留學歐洲、美國等地的作曲家，風格仍屬保守，有許常惠、盧炎、劉德義、史惟亮、馬水龍等
3. 1973年起至八〇年代：師承上代，留學歐美，所攜回的音樂技法更加現代，有曾興魁、潘皇龍、柯芳隆、游昌發、溫隆信、賴德和等
4. 1980年迄今：潘世姬、楊聰賢、金希文、徐世賢等

## 參看
- 古典音乐作曲家列表